# Astérix y los juegos olímpicos
Astérix en los juegos olímpicos (en francés: Astérix aux Jeux Olympiques) es el duodécimo tomo de la serie de historietas Astérix creadas por Albert Uderzo (dibujos) y René Goscinny (guion), publicado en 1968.

## Argumento
Un día, a fines de la primavera, Edadepiédrix está cogiendo setas cerca del campamento romano de Aquarium cuando oye fuertes gritos de alegría que vienen del recinto romano. Claudius Mulus ha sido escogido para representarlos en los Juegos Olímpicos.
Edadepiédrix informa de esta noticia en la aldea y pronto se enteran de que cuando se celebran los juegos olímpicos hay una tregua sagrada mantenida mientras se desarrollan diversas pruebas atléticas en la ciudad griega de Olimpia. Los juegos son cada cuatro años, en el mes de hecatombeón, y duran cinco días.
Claudius Mulus está entrenando en el bosque cuando se cruza con Astérix y Obélix, que lo vencen en todas las pruebas. Regresa al campamento muy desmoralizado y le dice a su centurión, Tulius Borricus, que no quiere participar en los juegos porque ha sido vencido por dos galos en el bosque.
Tulius Borricus va a la aldea de los galos y se entrevista con el jefe Abraracúrcix, al que solicita que sus galos dejen entrenar tranquilo a su campeón Mulus. El jefe galo le contesta que lo pensará y le contestará. Abraracúrcix, en reunión con los aldeanos, decide que lo mejor sería que ellos también participaran en los juegos, ya que con la poción mágica podrían ganar cualquier prueba. Abraracúrcix va al campamento romano y le cuenta al centurión Borricus lo decidido, pero este le responde que los juegos están reservados solo para los griegos y los romanos.
Abraracúrcix regresa apesadumbrado a la aldea con la noticia, pero Astérix encuentra la solución: ellos, desde la conquista de la Galia por Julio César, también son romanos. En la aldea todos desean ser los representantes; pero hay un problema: las pruebas de clasificación terminan siempre en empate, pues la poción mágica da la misma fuerza a todos y cada uno. Deciden, pues, que sus representantes en los juegos sean Astérix, por ser el más inteligente y el que tuvo la idea, y Obélix, por tener la fuerza permanentemente. Además, todos los varones de la aldea los acompañarán a Grecia.
Inmediatamente, comienzan los preparativos en la aldea: Abraracúrcix se encarga del viaje y de contratar una buena galera; Panorámix, de la preparación técnica de los atletas; Asurancetúrix, del ceremonial. 
Luego de un placentero viaje, en el que tienen que hacer de galeotes, y de un encuentro con los piratas, llegan a El Pireo, el puerto de Atenas. En la ciudad, mientras recorren los monumentos, se encuentran con sus «compatriotas» romanos de Aquarium. En los salones de baile sobresale Edadepiédrix, que dice haber rejuvenecido diez años, ya que ahora se siente como un joven de 83.
Por fin llegan a la ciudad de los juegos, Olimpia, la ciudad sagrada con su templo a Zeus y la estatua hecha por Fidias, una de las maravillas del mundo. Garmonparnas, el magistrado olímpico, les advierte de que en los juegos está prohibido que los competidores tomen cualquier sustancia capaz de proporcionarles fuerzas suplementarias; y si toman, la pena es de descalificación. Los galos deciden que competirán sin la poción mágica, y serán representados por Astérix.
En las competiciones, triunfan sólo atletas griegos. Sopaconondas, jefe de la comisión olímpica, expone a sus pares el problema que pueden tener en el futuro si sólo triunfan los atletas griegos: el turismo disminuirá, porque los romanos no querrán continuar asistiendo. Sopaconondas les propone, como solución, hacer una carrera sólo para romanos, y así al menos tendrán un ganador.
A Panorámix y Astérix se les ocurre la idea de inducir a los romanos a que beban la poción mágica, con lo que serán descalificados, así lo emprenden y así ocurre. Todos los romanos llegan juntos a la meta y Astérix a la zaga. Los galos dicen que ha habido trampa en la carrera porque los romanos han tomado una poción. Les hacen enseñar la lengua a los romanos y se ve que todos la tienen azul, como han avisado los galos que habrá ocurrido a quien la haya tomado. Como la de Astérix no está teñida, el pequeño galo es proclamado campeón y recibe la palma de oro. 
Los galos vuelven a su aldea en la misma nave que los ha llevado hasta Grecia. Durante la fiesta, piden a Astérix que enseñe la palma de oro, y Astérix dice que se la ha regalado a alguien que la necesitaba más que él. 
Julio César, en Roma, muy contento con el triunfo de Claudius Mulus en las olimpíadas, lo asciende a centurión; y a Tulius Borricus, a tribuno.

## Personajes
- Astérix: Guerrero Galo, héroe de estas aventuras.
- Obélix: Repartidor de menhires. Íntimo de Astérix.
- Ideafix: Perro de Obélix.
- Panorámix – Druida de la aldea. Fabrica la poción mágica.
- Asurancetúrix - Bardo de la aldea.
- Abraracúrcix - Jefe de la aldea.
- Vegestorix (Edadepiedrix): Anciano galo.
- Esautomátix: Herrero galo.
- Karabella: Esposa del jefe galo, que manda a las otras aprovechar que no están los hombres para poner la aldea en orden.
- Tulius Borricus: Centurión del campamento de Aquarium.
- Claudius Mulus: Legionario de Aquarium escogido para representar a los romanos en los Juegos Olímpicos.
- Otro legionario de Aquarium.
- Los piratas Barbarroja, Patapalo y Baba.
- Garmonparnas: Magistrado olímpico griego.
- Mixomatos: Guía turístico de Atenas.
- Recarabos: Dueño de restaurante, primo de Mixomatos.
- Scarfas: Conductor de carro, primo de Mixomatos.
- Plexiglas: Posadero ateniense, primo de Scarfas.
- Más primos de Mixomatos.
- Sopaconondas: Jefe de la comisión olímpica, y primo de Mixomatos. En Astérix legionario ya había un personaje llamado Sopaconondas: un griego compañero de los galos en la legión; en francés, se llama Plazadetoros. Este otro Sopaconondas de Astérix y los juegos olímpicos se llama en francés Croquemithène: Croquemitaine, El Coco o el Hombre del Saco.
- Tiranosaurius: Legionario romano inscrito en todas las pruebas de lucha.
- Okeibos: «OK boss», «sí jefe» en español. Gigantón representante de Rodas en la lucha.
- Un hermano de Okeibos.